# Eat Your Salad
Eat Your Salad (з англ. — Їж свій салат) — пісня латвійського гурту Citi Zēni, яка вийшла 13 січня 2022 року. Ця пісня представляла Латвію на Євробачення 2022, де посіла 14 місце у першому півфіналі, через що, відповідно, не змогла пройти до фіналу.

## Євробачення

### Supernova 2022
7 жовтня 2021 року LTV відкрив двомісячний період подачі заявок для зацікавлених співаків і авторів пісень для участі в процесі прослуховування на Supernova 2022.
Після отримання всіх заявок журі, сформоване з головних представників радіостанцій Латвії, оцінило пісні, повідомивши лише назву пісні, а не виконавця. Для участі у конкурсі журі відібрало 16 пісень. Відібрані роботи були оголошені 5 січня 2022 року.Щоб визначити сімнадцятого учасника, LTV провела онлайн-голосування з 10 по 14 січня 2022 року.
Півфінал відбувся 5 лютого 2022 року. Десять пісень було відібрано професійним журі та телеголосування розділене 50/50. «Eat Your Salad» пройшла кваліфікацію та вийшла у фінал.
Фінал відбувся 12 лютого 2022 року. Переможця визначило професійне журі та телеголосування 50/50. «Eat Your Salad» перемогла у фіналі, і в результаті предсталяла Латвію на Євробаченні 2022.

### На Євробаченні
Після жеребкування, що відбулося 25 січня 2022 року, стало відомо, що Латвія виступить другою у першому півфіналі, який відбувся 10 травня 2022 року, між Албанією та Литвою. Пісня посіла 14-те місце, через що не змогла пройти до фіналу.

## Чарти
| Чарт (2022)  | Найвища позиція |
| ------------ | --------------- |
| Литва(AGATA) | 55              |